# VfL Reken
Der VfL Reken (vollständiger Name: Verein für Leibesübungen Reken 1949 e.V.) war ein Fußballverein aus Reken. Die erste Mannschaft des Vereins spielte zwischen 1984 und 1988 in der damals drittklassigen Oberliga Westfalen.

## Geschichte
Der VfL Reken gründete sich am 16. September 1949. Bis weit in die 1970er Jahre war der Verein nur auf lokaler Ebene aktiv, ehe die erste Mannschaft binnen weniger Jahre auf dem Weg nach oben war. Nach dem Aufstieg in die Landesliga 1979 schaffte die Mannschaft in der folgenden Saison 1979/80 den Durchmarsch in die Verbandsliga. Vier Jahre später folgte der Aufstieg in die Oberliga Westfalen. In der Saison 1986/87 wurde mit Platz zehn die beste Platzierung erreicht, ehe ein Jahr später der Abstieg als Vorletzter folgte. Es war der erste von drei Abstiegen in Folge, die die Mannschaft 1990 in die Bezirksliga führte. In der Saison 1998/99 kehrten die Rekener noch einmal in die Landesliga zurück, pendelten aber ansonsten zwischen Bezirksliga und Kreisliga A. Im Jahre 2012 gelang der Aufstieg in die Bezirksliga.

## Persönlichkeiten
- Herbert Lütkebohmert
- Carsten Eisenmenger
- Uwe Hansel
- Karl-Heinz Seidenkranz

## Nachfolgeverein SC Reken
Zum 1. Juli 2015 fusionierte der VfL Reken mit Westfalia Groß Reken und Blau-Weiß Hülsten zum SC Reken. Westfalia Groß Reken brachte mit Christian Erwig und Dieter Götz zwei spätere Bundesligaspieler hervor und spielte ebenso wie Blau-Weiß Hülsten lediglich auf Kreisebene. Heimspielstätte des SC Reken ist der Spadaka Sportpark, der 5000 Zuschauern Platz bietet. Der fusionierte Verein SC Reken stieg prompt aus der Bezirksliga ab und schaffte im Jahre 2018 den Wiederaufstieg. 2025 wurden die Rekener dort Vizemeister hinter Schwarz-Weiß Lembeck. In der ersten Runde der Aufstiegsrunde zur Landesliga unterlagen die Rekener dem VSV Wenden mit 1:4.